# الدوري السويدي الدرجة الثانية 1953–54
الدوري السويدي الدرجة الثانية 1953–54 (بالسويدية: Division II i fotboll 1953/1954)‏ هو موسم من الدوري السويدي الدرجة الثانية. فاز فيه Sandvikens AIK Fotboll ‏.